# Santikutz Klasika
La Santikutz Klasika est une course cycliste espagnole disputée le 1er mai autour de Legazpi (Guipuscoa), dans la Communauté autonome du Pays basque. Elle fait partie du calendrier de la Coupe d'Espagne amateurs.
La première organisation de la course remonte à 1929. Elle a auparavant été ouverte aux coureurs professionnels.

## Parcours
La course se déroule sur un parcours escarpé de 145 kilomètres au cœur du Guipuscoa,. 

## Palmarès
| Année             | Vainqueur                   | Deuxième                     | Troisième                 |
| ----------------- | --------------------------- | ---------------------------- | ------------------------- |
| Prueba Legazpia   |                             |                              |                           |
| 1929              | Ricardo Montero             | Francisco Cepeda             | José Valderrey            |
| 1930              | Ricardo Montero             | Federico Ezquerra            | Vicente Trueba            |
| 1931              | Federico Ezquerra           | José García                  | Luciano Montero           |
| 1932              | Ricardo Montero             | Federico Ezquerra            | Mariano Cañardo           |
| 1933              | Luciano Montero             | Eugenio Madrazo              | Eusebio Bastida           |
| 1934              | José Urdangarin (es)        | Fermín Trueba                | Ramón Oñaederra           |
| 1935              | Jesús Dermit                | Germán Golzarri              | José Goenaga              |
| 1936              | Jesús Dermit                | Julián Larrinaga             | Juan Tellechea            |
| 1937-1942         | pas de course               | pas de course                | pas de course             |
| 1943              | Isidro Bejarano             | José Lahoz (es)              | Félix Vidaurreta          |
| 1944              | José Gándara (es)           | Francisco Michelena          | Lucio Ganchegui           |
| 1945              | pas de course               | pas de course                | pas de course             |
| 1946              | José Vergara                | Juan Cruz Ganzarain          | Pablo Izco                |
| 1947              | Juan Cruz Ganzarain         | José Mendizabal              | Pablo Izco                |
| 1948              | Dalmacio Langarica          | Jesús Morales                | Francisco Michelena       |
| 1949              | Juan de Dios                | José Zurutuza                | Ramón Zabalo              |
| 1950              | Martín Mancisidor           | Jesús Loroño                 | Emilio Ugalde             |
| 1951              | Dalmacio Langarica          | José Michelena               | Francisco Michelena       |
| 1952              | Manuel Aizpuru              | Joaquín Aizpuru              | Carmelo Morales           |
| 1953              | Pablo Izaguirre             | José Luis Mañeru (es)        | Isidro Zabala             |
| 1954              | Cosme Barrutia              | Luciano Montero Rechou       | Jesús Loroño              |
| 1955              | Joaquín Salaverria          | Martín Erausquin             | Juan Echeverría           |
| 1956              | Jacinto Urrestarazu         | Juan Echeverría              | Pablo Aguirreche          |
| 1957              | Luís Otaño                  | Jacinto Urrestarazu          | Carlos Pérez Zabal (es)   |
| 1958              | Roberto Morales             | Emilio Cruz                  | Constantino García        |
| 1959              | Ponciano Arbelaiz           | Eusebio Vélez                | Pedro Cerros              |
| 1960              | Carmelo Rubio               | Jesús Aranzabal              | Juan María Balier (ca)    |
| 1961              | Jorge Nicolau               | Juan M. Menéndez             | Ángel Ciordia (es)        |
| 1962              | Carlos Echeverria           | Eusebio Santisteban          | Pedro Guenechea           |
| 1963              | Andrés Incera               | José Manuel Lasa             | José Miguel Chasco (es)   |
| 1964              | Vicente López Carril        | Jesús Aranzabal              | Gabino Ereñozaga (es)     |
| 1965              | Domingo Perurena            | Ramón González               | José Manuel Lasa          |
| 1966              | Félix González              | Andrés Incera                | Juan María Azcue          |
| 1967              | Miguel María Lasa           | Adrián Diez                  | José Alba                 |
| 1968              | Ignacio Ascasibar           | José Luis Uribezubia         | José Luis Laborta         |
| 1969              | Manuel García               | Francisco Galdós             | Pedro María Ugarte        |
| 1970              | José María Basualdo (es)    | Francisco Javier Galdeano    | Luis María Echeverria     |
| 1971              | Ignacio Aizpuru             | Juan Gorostidi               | Ramón Murillo             |
| 1972              | Luis María Echeverria       | Joaquín Izaguirre            | Francisco Javier Lecue    |
| 1973              | Eleuterio López             | Antonio Alcón                | Miguel Aguilera           |
| 1974              | Juan María Torres           | Miguel Aguilera              | Felipe Yáñez              |
| 1975              | José Ángel Urtizberea       | Carlos Valencia              | José Enrique Cima         |
| Santikutz Klasika |                             |                              |                           |
| 1976              | Antonio Abad                | Juan Ignacio Araña           | Ángel Lozano              |
| 1977              | Miguel A. Inchausti         | Luis María Arocena           | José Luis Echeverria      |
| 1978              | Juan Fernández Martín       | Santos Esparza               | José María Caravaca       |
| 1979              | Óscar Quintanilla           | Jokin Mujika                 | Jesús María Barberena     |
| 1980              | Iñaki Arrieta               | Federico Echave              | Juan María Eguiarte       |
| 1981              | Sabino Angoitia             | Juan Luis García             | Mikel Lizarralde          |
| 1982              | Arsenio González            | Fabián García                | Javier Imaz               |
| 1983              | Francisco Javier Lejarcegui | Iñigo Larrañaga              | Francisco Javier Recalde  |
| 1984              | Rubén Gorospe               | Alberto Leanizbarrutia       | Alberto Clerencia         |
| 1985              | Manuel Carrera              | José Antonio Maestre         | Rolando Ovando (es)       |
| 1986              | Jesús Montoya               | Ion Reyna                    | José María Palacín (es)   |
| 1987              | Cyrille Fancello            | Frédéric Guédon              | José Miguel Rojo          |
| 1988              | Víctor Gonzalo (es)         | Alfredo Irusta Sampedro (es) | Joseba Berrojalbiz        |
| 1989              | Juan Carlos Romero (es)     | Vicente Prado                | José Luis Izaguirre       |
| 1990              | Roberto Lezaun              | Jesús Etxeberria             | Ignacio García            |
| 1991              | Javier Díaz                 | Javier Pascual Llorente      | Javier Baigorri           |
| 1992              | Javier Palacín (es)         | José Viladoms                | Imanol Galarraga          |
| 1993              | Óscar López Uriarte (es)    | Roberto Laiseka              | Íñigo Cuesta              |
| 1994              | Juan Carlos Domínguez       | Ibon Ajuria (es)             | Aitor Osa                 |
| 1995              | Aitor Bugallo               | Unai Etxebarria              | Igor Flores               |
| 1996              | Joseba Beloki               | Juan José de los Ángeles     | José Luis Butini          |
| 1997              | David Latasa                | Agustín Margalef             | José María García         |
| 1998              | José Urea                   | Igor Astarloa                | Luis Poyatos              |
| 1999              | José Manuel Vázquez         | Juan Gomis                   | David Vázquez García      |
| 2000              | Mikel Astarloza             | Juan Manuel Fuentes          | Iñaki Isasi               |
| 2001              | Egoi Martínez               | Alejandro Valverde           | Ricardo Serrano           |
| 2002              | Francisco Gutiérrez         | Javier Ramírez Abeja         | José Rafael Martínez      |
| 2003              | Ion del Río                 | Javier Ramírez               | Juan José Cobo            |
| 2004              | Beñat Albizuri              | Luis Fernández               | Rubén Pérez               |
| 2005              | Óscar Grau                  | Javier Mejías                | Óscar Cortés              |
| 2006              | Francisco Gutiérrez         | Egoitz Murgoitio             | David Rodríguez           |
| 2007              | Carlos Oyarzún              | Delio Fernández              | José Antonio Carrasco     |
| 2008              | Didac Ortega                | Gorka Izagirre               | David Gutiérrez Gutiérrez |
| 2009              | Jorge Martín Montenegro     | Rubén García Pérez           | Benjamín Prades           |
| 2010              | Daniel Díaz                 | Víctor de la Parte           | Francisco Javier López    |
| 2011              | Eduard Prades               | Adrián Alvarado              | Jesús Merino              |
| 2012              | Eduard Prades               | Alexey Rybalkin              | Adrián Alvarado           |
| 2013              | Santiago Ramírez            | Pablo Lechuga                | Cristian Cañada           |
| 2014              | Adrián Alvarado             | Vadim Zhuravlev              | Antton Ibarguren          |
| 2015              | Julen Amezqueta             | Vadim Zhuravlev              | Rafael Márquez            |
| 2016              | Jon Irisarri                | Antonio Angulo               | Richard Carapaz           |
| 2017              | Sergio Samitier             | Elías Tello                  | Álvaro Cuadros            |
| 2018              | Antonio Gómez de la Torre   | Elías Tello                  | Sergio Román Martín       |
| 2019              | Oier Lazkano                | Alejandro Ropero             | Iván Moreno               |
| 2020              | annulé                      | annulé                       | annulé                    |
| 2021              | Unai Iribar                 | Pau Miquel                   | Igor Arrieta              |
| 2022              | Alejandro Franco            | Davide Piganzoli             | Viacheslav Ivanov         |
| 2023              | Unai Zubeldia               | Thomas Silva                 | Alex Díaz                 |
| 2024              | Daniel Cavia                | Jan Castellón                | Álvaro Sagrado            |
| 2025              | Martín Rey                  | César Pérez                  | Pablo Lospitao            |